# Faucherea laciniata
Faucherea laciniata är en tvåhjärtbladig växtart som beskrevs av Paul Lecomte. Faucherea laciniata ingår i släktet Faucherea och familjen Sapotaceae. Inga underarter finns listade i Catalogue of Life.